# Districte de Forbach
El districte de Forbach era una divisió administrativa francesa del departament del Mosel·la, a la regió de Lorena. Comptava amb 7 cantons i 73 municipis. El cap era la sotsprefectura de Forbach. Des de l'1 de gener de 2015 va fusionar amb el districte de Boulay-Moselle i conformen el districte de Forbach-Boulay-Moselle.

## Cantons
- cantó de Behren-lès-Forbach
- cantó de Forbach
- cantó de Freyming-Merlebach
- cantó de Grostenquin
- cantó de Saint-Avold-1
- cantó de Saint-Avold-2
- cantó de Stiring-Wendel